# Axel Bakunts
Axel Bakunts (Armênio: Ակսել Բակունց) era a alcunha do escritor, cineasta, tradutor e ativista armênio Alexander Stepani Tevosyan.  
Bakunts nasceu em 13 de junho de 1889 em uma família de agricultores. 
Seus principais trabalhos são:  "Alpiakan manushak",  "Lar-Markar", "Namak rusats tagavorin" ("Uma carta ao czar russo") e  "Kyores".
Em 1937, foi executado pelo stalinismo.